# Pseudomys hermannsburgensis
Pseudomys hermannsburgensis är en däggdjursart som först beskrevs av Edgar Ravenswood Waite 1896.  Pseudomys hermannsburgensis ingår i släktet australmöss och familjen råttdjur. IUCN kategoriserar arten globalt som livskraftig. Inga underarter finns listade i Catalogue of Life.
Denna gnagare förekommer i Australiens centrala och västra regioner. Den lever i gräsmarker och i sanddyner med glest fördelad växtlighet. Arten vilar på dagen i underjordiska bon och letar under natten efter föda. En kull har vanligen tre eller fyra ungar.